# Karres
Karres – gmina w zachodniej Austrii, w kraju związkowym Tyrol, w powiecie Imst. Według Austriackiego Urzędu Statystycznego liczyła 597 mieszkańców (1 stycznia 2015).